# Walshausen
Walshausen ist eine Ortsgemeinde im Landkreis Südwestpfalz in Rheinland-Pfalz. Sie gehört der Verbandsgemeinde Zweibrücken-Land an, innerhalb derer sie gemessen an der Einwohnerzahl die zweitkleinste Ortsgemeinde darstellt.

## Geographie

### Lage
Die Gemeinde befindet sich im Zweibrücker Hügelland zwischen Zweibrücken im Westen und Pirmasens im Osten. Nachbargemeinden sind – im Uhrzeigersinn – Dellfeld, Nünschweiler, Kleinsteinhausen, Dietrichingen und Contwig.

### Gewässer
Walshausen liegt an der Felsalb, die in der Ortsmitte von rechts den Weiherbach als Zufluss erhält. Im Westen der Gemeindegemarkung nimmt sie von rechts den Walsbach auf und im Osten von links den Hengstbach.

## Geschichte
Walshausen wurde im Jahr 1463 erstmals als Walshusen urkundlich erwähnt.
Das untergegangene Dorf Felsalben wurde als Felsalbia bereits 888 in einer Schenkungsurkunde des Frankenkönigs Arnulf genannt.
1730 kaufte Walshausen von Herzog Gustav Samuel Leopold von Pfalz-Zweibrücken den Bann des Dorfes Felsalben. Nach Prozessen mit Nachbargemeinden wurde der Kauf am 28. November 1735 endgültig anerkannt und das Land auf die Walshausener Familien verteilt.
Bis zum Ende des 18. Jahrhunderts gehörte der Ort landesherrlich zum Herzogtum Pfalz-Zweibrücken.
Nach 1792 hatten französische Revolutionstruppen die Region besetzt und nach dem Frieden von Campo Formio (1797) annektiert. Von 1798 bis 1814 gehörte das Dorf zum französischen Departement Donnersberg und war dem Kanton Neuhornbach zugeordnet. 1815 hatte die Gemeinde insgesamt 302 Einwohner.
Aufgrund der auf dem Wiener Kongress (1815) getroffenen Vereinbarungen und einem Tauschvertrag mit Österreich kam die Region 1816 zum Königreich Bayern. Ab 1818 war die Gemeinde Walshausen dem Landkommissariat Zweibrücken im bayerischen Rheinkreis, später dem Bezirksamt Zweibrücken zugeordnet.
Die ehemals bedeutende Walshausermühle wurde beim Bau des Westwalls 1938 abgerissen. Ab 1939 war der Ort Bestandteil des Landkreises Zweibrücken. Da der Ort sich in der Roten Zone befand wurden die Bewohner mit Beginn des Zweiten Weltkriegs vorübergehend evakuiert. Nach dem Krieg wurde die Gemeinde innerhalb der französischen Besatzungszone Teil des Regierungsbezirks Pfalz im damals neu gebildeten Land Rheinland-Pfalz. Im Zuge der ersten rheinland-pfälzischen Verwaltungsreform folgte 1972 die Auflösung des Landkreises Zweibrücken; damit einhergehend wechselte die Gemeinde zudem in den Landkreis Pirmasens, der 1997 in „Landkreis Südwestpfalz“ umbenannt wurde. Im selben Jahr wurde Walshausen in die neu gebildete Verbandsgemeinde Zweibrücken-Land eingegliedert.

## Religion
2012 waren 60,0 Prozent der Einwohner evangelisch und 16,4 Prozent katholisch. Die übrigen gehörten einer anderen Religion an oder waren konfessionslos. Die Katholiken gehören zum Bistum Speyer, die Evangelischen zur Protestantischen Landeskirche Pfalz.

## Politik

### Gemeinderat
Der Gemeinderat in Walshausen besteht aus acht Ratsmitgliedern, die bei der Kommunalwahl am 9. Juni 2024 in einer Mehrheitswahl gewählt wurden, und dem ehrenamtlichen Ortsbürgermeister als Vorsitzendem.

### Bürgermeister
Reiner Reidenbach wurde am 16. Juli 2024 Ortsbürgermeister von Walshausen. Bei der Direktwahl am 9. Juni 2024 war er als einziger Bewerber mit einem Stimmenanteil von 90,2 % für fünf Jahre gewählt worden.
Sein Vorgänger Gunther Veith hatte das Amt 2009 übernommen und kandidierte bei der Wahl 2024 nicht erneut als Ortsbürgermeister.

### Wappen
| Wappen von Walshausen | Blasonierung: „Durch Wellenlinie von Rot und Gold geteilt, oben rechts ein silbernes Mühlrad, oben links drei senkrecht stehende Ähren, unten ein wachsender rotbewehrter und -bezungter roter Löwe.“ |
| Wappen von Walshausen | Es wurde 1982 von der Bezirksregierung Neustadt genehmigt. |

## Kultur

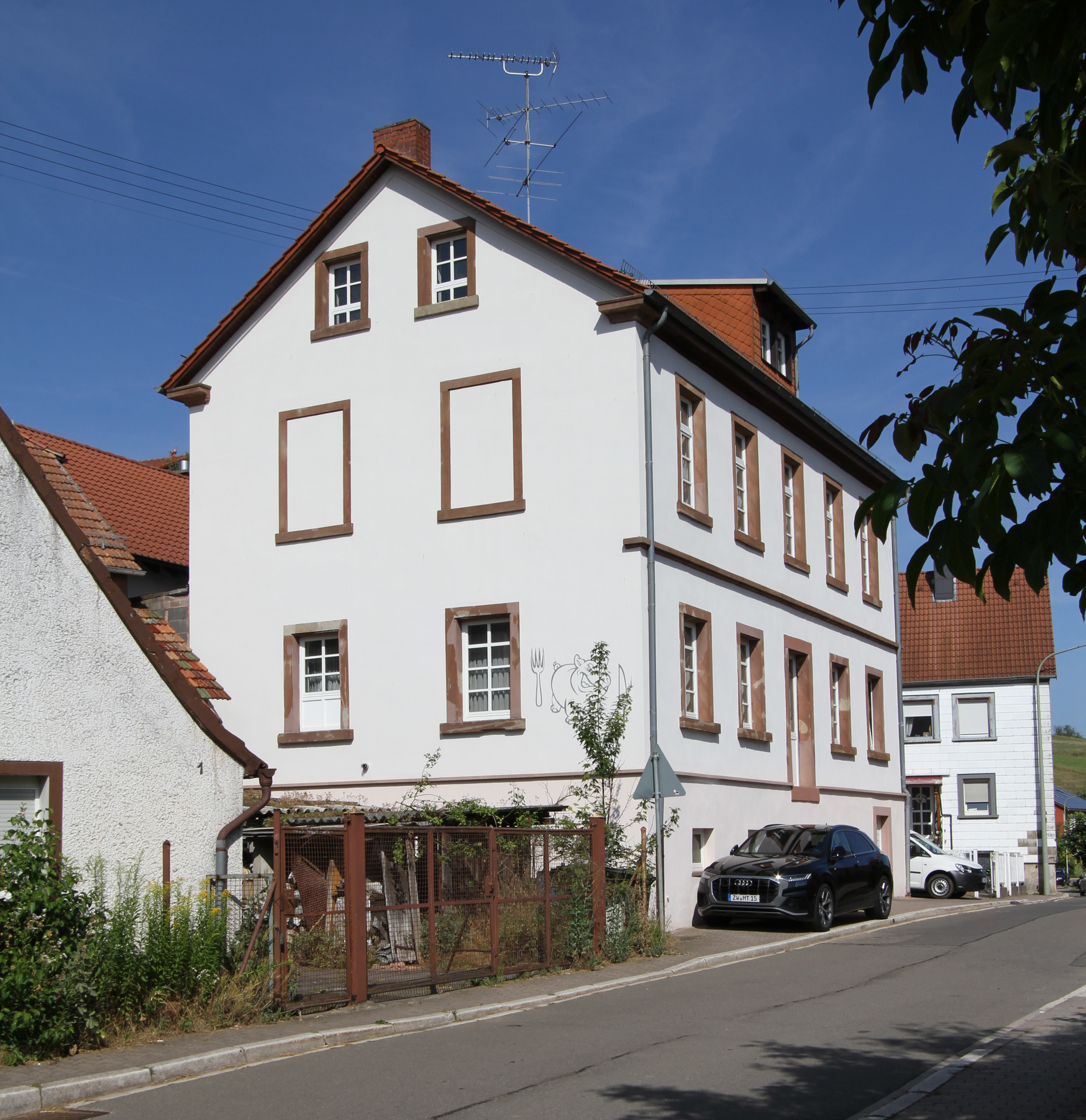
Denkmalgeschütztes Schulhaus

### Kulturdenkmäler
Vor Ort befinden sich zwei Objekte, die unter Denkmalschutz stehen.

### Natur
Innerhalb der Gemeindegemarkung existieren zwei Naturdenkmale. Zudem erstrecken sich das Naturschutzgebiet Weihertalkopf sowie das Vogelschutzgebiet Hornbach und Seitentäler teilweise über das Gemeindegebiet.

## Wirtschaft und Infrastruktur

### Wirtschaft
Vor Ort existierte einst die Raiffeisenkasse Walshausen eGmbH, die 1969 mit der Raiffeisenbank Zweibrücken -Stadt und Land- eGmbH fusionierte und über den Umweg mehrerer weiterer Fusionen in der heutigen VR-Bank Südwestpfalz Pirmasens-Zweibrücken aufging. Zudem besteht innerhalb der Gemeinde ein NATO-Tanklager, das an das Central Europe Pipeline System angeschlossen ist. Seit 2009 bestehen im Norden der Gemarkung die Windkraftanlagen Walshausen, die vom Unternehmen Juwi betrieben werden.

### Verkehr

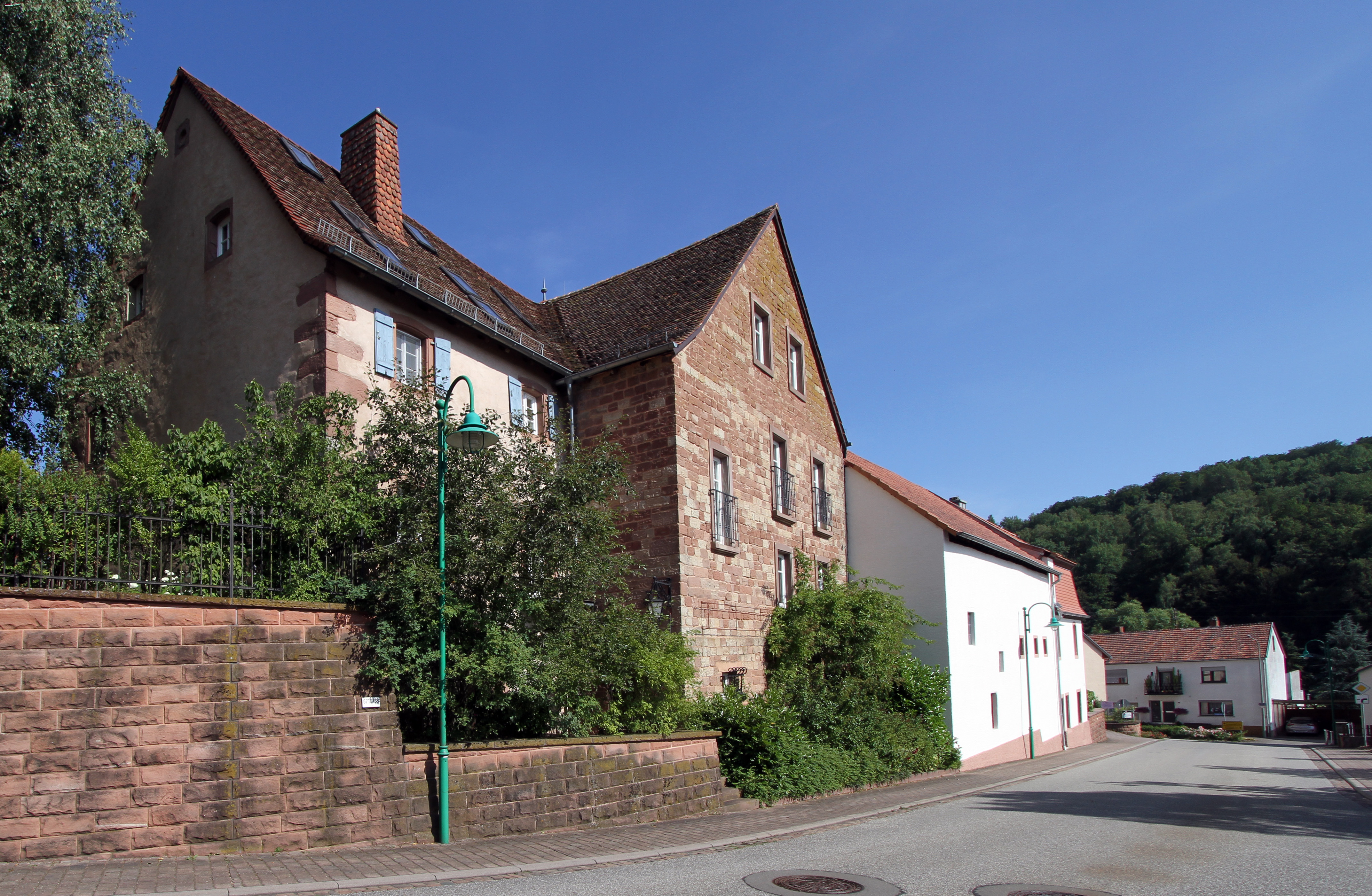
Landesstraße 477 innerhalb von Walshausen

Durch Walshausen führt die Landesstraße 477, die den Ort mit Dellfeld und Kleinsteinhausen verbindet sowie die Kreisstraße 13, die im Westen nach Dietrichingen und im Osten nach Pirmasens führt. Die Gemeinde ist durch die Bundesautobahn 8 (Merzig–Pirmasens) in Form der Anschlussstelle Walshausen und die Bundesstraße 10 (Saarbrücken–Karlsruhe) an das überregionale Straßennetz angebunden. Nächstgelegener Bahnhof ist Dellfeld an der Bahnstrecke Landau–Rohrbach.

### Tourismus
Walshausen liegt außerdem an der Deutschen Schuhstraße. Am westlichen Rand des Siedlungsgebiets verläuft der mit einem grünen Balken markierte Saar-Rhein-Weg, der eine Verbindung mit Saarbrücken und Wörth am Rhein schafft.